# Cöthener Fließtal
Das Cöthener Fließtal (auch Cöthener Park) ist ein touristisch und naturschutzfachlich bedeutsames Gebiet von rund 75 Hektar an der Grenze zwischen dem Barnim und dem alten Odertal im nordöstlichen Brandenburg im Nordosten von Berlin. Seinen Namen erhielt das Cöthener Fließtal vom Cöthener Fließ (auch „Falkenberger Fließ“). Es umfasst dessen Quellgebiet in den hügeligen Ausläufern des Barnim sowie dann auch den Bachlauf bis hinunter zur Ortschaft Falkenberg, von wo der Fließ in den offenen Oderbruch und dann in die alte Oder einmündet.

## Geologie, Flora und Fauna

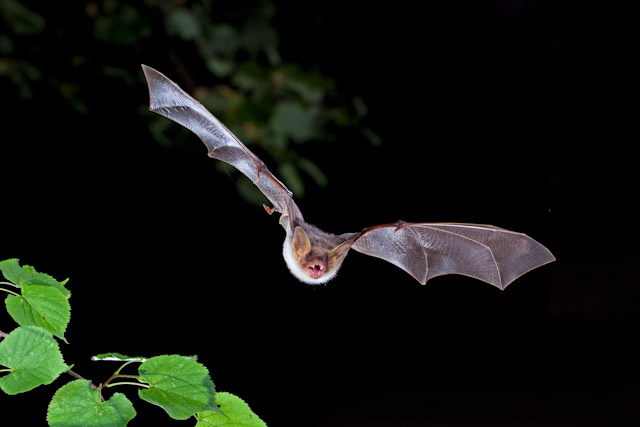
Großes Mausohr

Entstanden während der Weichseleiszeit, ist das Cöthener Fließ durch stark reliefierte Stauch-Endmoränenbildungen gekennzeichnet. Das überwiegend bewaldete Gebiet ist pflanzensoziologisch im durch Hangmoor gekennzeichneten Quellgebiet Erlen- und Eschenwald, tiefer gelegen Eichen- und Hainbuchenwald sehr divers. Hinzu kommen Buche und Bergahorn sowie standortfremd Kiefer, Lärche und Robinie. Das Cöthener Fließ beherbergt eine Reihe seltener Insekten-, Vogel- und Fledermausarten, insbesondere die geschützten Arten
- großes Mausohr (Myotis myotis),
- Mopsfledermaus (Barbastella barbastellus) und
- Eremit (Osmoderma eremita).[2]

## Jüngere Geschichte und touristische Nutzung

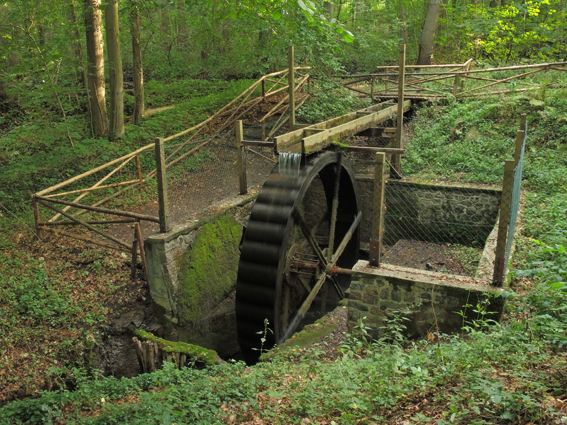
Wasserrad

Anfang des 19. Jahrhunderts wurde das Cöthener Fließtal im Auftrag von Carl Friedrich von Jena als Landschaftspark gestaltet, der in direkter Nähe des zur selben Zeit gebauten Cöthener Schlosses gelegen war. Die Überreste der Parkanlage – das restaurierte Wasserrad, ein künstlicher Wasserfall sowie das Jagdschloss Carlsburg – geben dem Gebiet seine heutige Gestalt, welche durch naturnahe Wanderwege und Ausflugsziele gekennzeichnet ist.

## Schutzstatus
1996 wurde dem Landkreis Märkisch-Oderland die Befugnis zur Ausweisung eines Schutzgebietes im Bereich Cöthener Fließ übertragen. Von da ab wurde das Gebiet in Dokumenten und Karten als Naturschutzgebiet. im Verfahren geführt. Das Vorhaben wurde jedoch zwischenzeitlich aufgegeben.
2003 wurde das Gebiet als Flora-Fauna-Habitat-Schutzgebiet Bestandteil des europaweiten Schutzgebietes Natura2000.
Seit 2014 liegt ein entsprechender Managementplan vor. Dieser beschreibt konkrete Schutzmaßnahmen und sieht vor, den Schutz durch die Festsetzung als Naturschutzgebiet zu erreichen und auf einen Bewirtschaftungserlass zu verzichten.
Im Dezember 2017 wurde der Schutzstatus des Cöthener Fließ auf dem Verordnungsweg durch das brandenburgische Landesamt für Umwelt als Gebiet von gemeinschaftlicher Bedeutung bestätigt, ohne dass konkrete Schutzmaßnahmen erlassen wurden.
Im Februar 2021 wurde dem Landkreis die Befugnis zur Ausweisung eines Schutzgebietes im Bereich Cöthener Fliesstal wieder entzogen.
Bis heute sind deshalb trotz des erkannten Bedarfs keine konkreten Schutzmaßnahmen gesetzlich festgelegt.

## Wirtschaftliche Nutzung

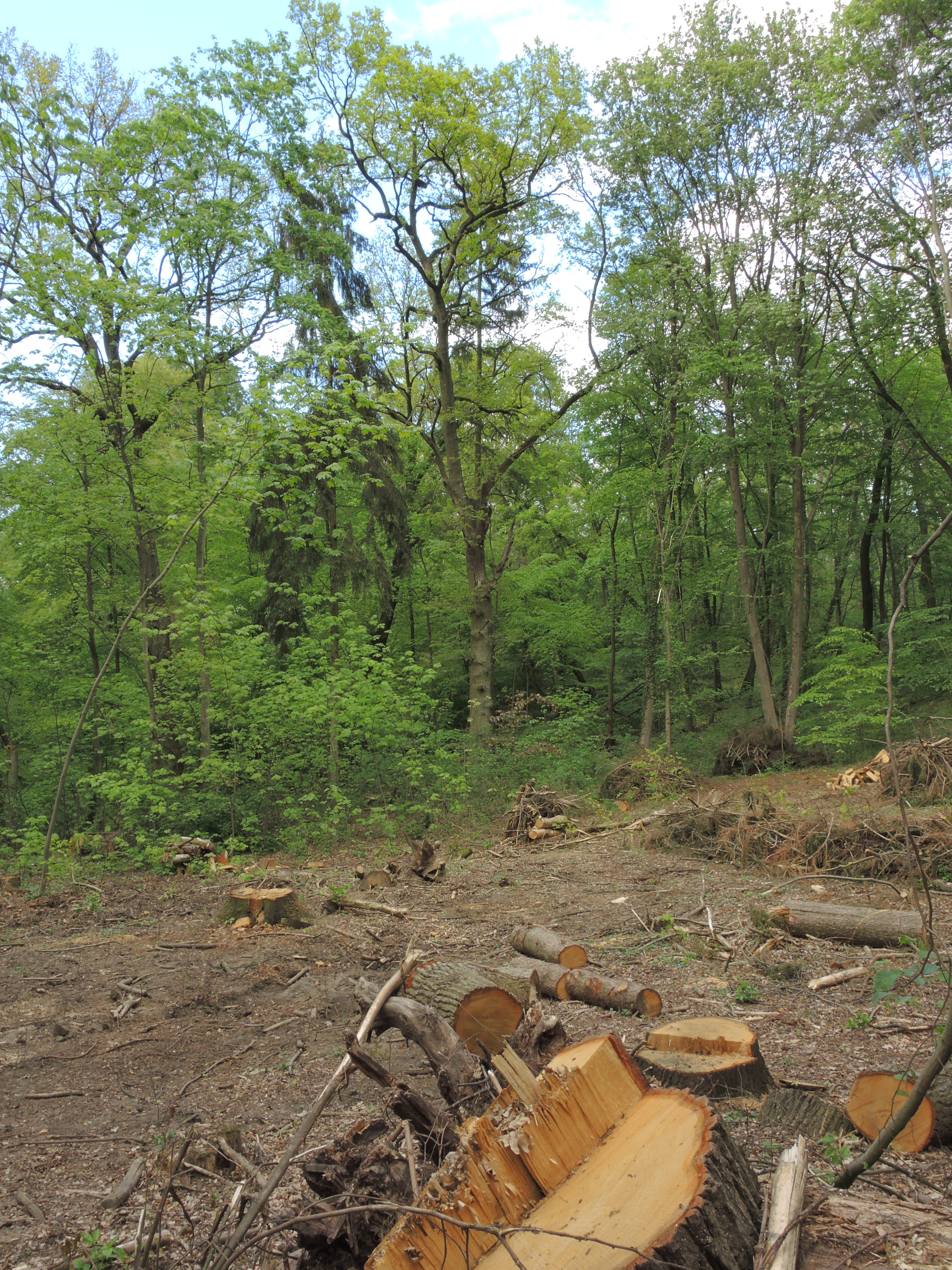
Holzeinschlag 2019

Der Cöthener Fließ wird, insbesondere nach einem Verkauf durch die BVVG an private Eigentümer im Jahr 2016, holzwirtschaftlich genutzt. Diese privatwirtschaftliche Nutzung steht in einem Spannungsverhältnis zum gesetzlichen Auftrag zur Erhaltung bzw. Wiederherstellung.